# Air Wick
Air Wick es un ambientador producido por la compañía británica Reckitt Benckiser. Fue lanzado en los Estados Unidos en 1943 y actualmente se comercializa en setenta y ocho países.

## Historia

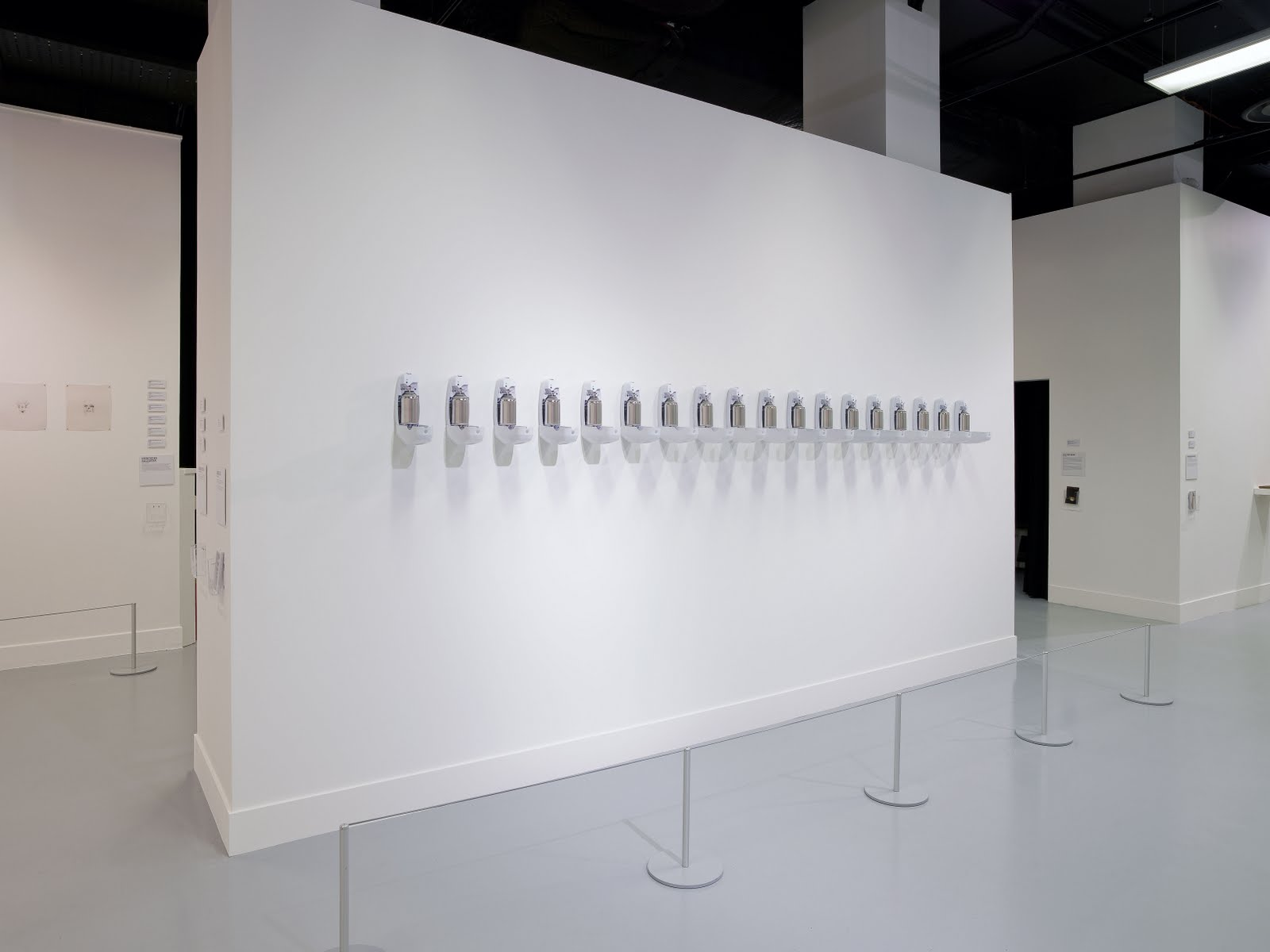
En 2010, el artista británico Russell Hill utilizó dieciocho dispensadores eléctricos Air Wick para crear su instalación Airwicks.

Air Wick fue creado por el abogado e inventor estadounidense Guy S. Paschal, quien investigó y desarrolló el ambientador en el sótano de su casa en el Bronx. En 1940, Paschal fundó la compañía AirKem para comercializar su producto y darle un uso industrial. En 1943, Paschal se mudó a Florida y dejó la presidencia de AirKem para convertirse en vicepresidente de investigación y desarrollo. Ese mismo año, Air Wick fue lanzado al mercado estadounidense, llegando a Europa, Canadá y Australia en 1953.
En 1974, la ahora Compañía Air Wick fue adquirida por la farmacéutica suiza Ciba-Geigy (conocida actualmente como Novartis). Diez años después, Reckitt & Colman (ahora Reckitt Benckiser) desembolsó 200 millones de dólares para quedarse con la empresa.
En la actualidad, Air Wick produce una línea de ambientadores en distintos formatos: aerosoles, velas aromáticas, difusores eléctricos, aceites esenciales, etc.